# Black Diamond Heavies
Black Diamond Heavies est un groupe de blues rock américain, originaire de Nashville, dans le Tennessee. Il est composé de Reverend James Leg (de son vrai nom John Wesley Myers) et de Van Campbell. Le groupe devient un duo entre James Leg et Mark « Porkchop » Holder en 2006. Ils sont publiés chez Alive Records.

## Biographie

### Débuts (2004–2009)
Black Diamond Heavies est formé en 2004 en trio composé de John Wesley Myers au clavier et au chant, Mark « Porkchop » Holder à la guitare, harmonica et au chant, et Van Campbell à la batterie. Le nom du groupe vient d'une ancienne marque de cordes de guitares américaines Black Diamond dont les cordes dites heavy étaient particulièrement dures à jouer.
Ils commencent ensuite à jouer sur scène et publient en 2005 leur premier EP, You Damn Right. En 2006, Holder quitte le groupe, découragé par les allées et venues en tournée. Myers et Campbell décident de continuer en duo. Peu après, à l'été 2006, le groupe signe avec le label Alive Records. Le premier album studio du groupe, intitulé intitule Every Damn Time, est publié en 2007, chez Alive Records.
Leur deuxième album studio, intitulé A Touch of Someone Else’s Class, sorti en 2008, est produit par Dan Auerbach des Black Keys. Il contient une reprise de Ike et Tina Turner  (Nutbush City Limits), une reprise de Nina Simone (Oh, Sinnerman) et une reprise de T-Model Ford. Alive as Fuck est un album live enregistré le 25 juillet 2009, à Covington, dans le Kentucky, dans la Covington Masonic Lodge,.

### Années 2010
En 2010, ils sortent une reprise de Ain't Talkin' About Love de Van Halen initialement parue sur l'album Van Halen en 1978. En 2011, James Leg sort un album solo intitulé Solitary Pleasure avec le batteur Andrew Jody à la batterie. L'album comprend une reprise de Link Wray, Fire and Brimbstone,. En août 2011, James Leg se produit au festival Folks Blues de Binic avec Mark Porkchop Holder et Andrew Jody sous le nom de Black Diamond Heavies.
En 2012, James Leg sort un album de reprises avec les Left Lane Cruiser intitulé Painkillers.

## Matériel
James Leg joue sur un clavier Fender Rhodes.

## Membres

### Membres actuels
- James Leg - orgue, chant (depuis 2004)
- Van Campbell - percussions

### Anciens membres
- Andrew Jody - percussions (2011)
- Mark Porkchop Holder - guitare, harmonica (2004-2006)

## Discographie
- 2005 : You Damn Right (EP)
- 2007 : Every Damn Time (Alive Records)
- 2008 : A Touch of Someone Else’s Class (Alive Records)
- 2009 : Alive as Fuck (Alive Records)
- 2010 : Ain't Talkin' About Love (single en collaboration avec Billy Gaz Station)
- 2011 : Solitary Pleasure (Alive Records sous le nom de James Leg)